# Seagall (группа)
Группа «SEAGALL» (Сига́л) — инструментальный коллектив, был создан Еленой Сигаловой (гитаристка, композитор, аранжировщик; неоднократный лауреат различных гитарных фестивалей, международный эндорсер гитар Siggi Braun в России и усилителей ENGL) в 2003 году в качестве сольного проекта.

## История
Группа дебютировала на концерте — мастер-классе Дмитрий Четвергов и Дмитрия Малолетова в октябре 2003 года, и с тех пор ведет активную творческую и концертную деятельность.
Музыкальная стилистика Seagall выходит за рамки традиционных представлений об инструментальном гитарном роке, сочетая в себе элементы различных музыкальных направлений — от блюза, фанка и джаз-рока до фрагментов кельтской народной музыки. Характерной особенностью инструментальных композиций является сочетание яркого мелодизма с нестандартными ритмическими решениями, что создает собственный уникальный творческий почерк группы.
За время своего существования группа Seagall приняла участие в совместных выступлениях с такими звездами гитарной музыки как Игорь Романов (Алиса, экс-Земляне), Сергей Терентьев (Артерия, экс-Кипелов, экс-Ария), Дмитрий Малолетов, Дмитрий Четвергов, Виктор Смольский (Rage)(Германия), и целом ряде крупнейших независимых российских рок-фестивалей: «Беломор-Буги» 2009 (Архангельск), «Rock-Line» 2010 (Пермь), «Окна открой!» 2010 (Санкт-Петербург), гитарном фестивале «ПЯТОЕ ПОКОЛЕНИЕ» 2011 (Архангельск – Северодвинск); а также уникальном фестивале инструментальной музыки «Rock-Line над Вильвой 2011» (Всеволодо-Вильва), в котором участвовали лучшие инструментальные коллективы России. Кроме того, Seagall на протяжении уже более пяти лет являются постоянными участниками ежегодной международной выставки «Музыка-Москва» в качестве демонстраторов музыкальных инструментов и оборудования, а также приглашенных артистов, выступающих на главной сцене выставки.
С 2005 года Елена Сигалова & SEAGALL являются постоянными участниками ежегодной международной выставки Музыка-Москва, а с 2011 года - демонстраторами различного гитарного оборудования на крупнейших мировых музыкальных выставках, таких как PalmExpo (Пекин), Music China (Шанхай), Musikmesse (Франкфурт-на-Майне).
В апреле 2011 года SEAGALL выступили на AGORA Stage – главной сцене международной музыкальной выставки Musikmesse 2011 (Франкфурт-на-Майне, Германия) наряду с такими артистами, как Mattias IA Eklundh, Alex Hutchins, Andy Timmons, Christophe Godin, Paul Reed Smith Band, Devin Townsend, Rage, Phil Collins.

## Альбом «Illusions»
Итогом первых нескольких лет творческой деятельности Елены Сигаловой и её группы стал дебютный альбом «Illusions», релиз которого состоялся 16 октября 2008 года на одном из ведущих российских лейблов «CD-Maximum». Эта работа практически целиком состоит из инструментальных треков, в качестве бонуса дополненных двумя песнями, вокальные партии к которым исполнил приглашенный в качестве специального гостя Артём Стыров (Сергей Маврин, экс-RD). Таким образом, Елена Сигалова является фактически первой в России женщиной-гитаристкой, записавшей инструментальный роковый альбом.
После окончания работы над первым альбомом, по взаимному согласию всех участников группы, концепция коллектива была изменена от сольного проекта Елены в сторону равноправного квартета, где все музыканты принимают участие в написании и аранжировке музыки. В этом новом качестве Seagall приступили к написанию материала для своего второго альбома.
В течение весны 2009 года две композиции Seagall — «The Mood» и «Illusions» — вошли в десятку лучших инструментальных треков на канале Guitar Solo американского сайта OurStage.com (аналог MySpace.com).

## Состав группы

### Нынешний состав
- Елена Сигалова — гитара, аранжировки, композитор
- Александр Синицын — гитара
- Дмитрий Штатнов — бас
- Илья Липатов — барабаны, перкуссия

### Музыканты, участвовавшие в группе
- Евгений Степанов — бас
- Александр Беляев — барабаны
- Виктор Лиходиевский — бас
- Халед — бас
- Анатолий Гарбузов — бас

В настоящий момент группа продолжает активно концертировать и ведет работу над материалом к своему второму альбому.